# Nachal Megadim
Nachal Megadim (hebrejsky: נחל מגדים) je vádí v severním Izraeli, v pohoří Karmel a v pobřežní nížině.
Začíná v nadmořské výšce necelých 300 metrů nad mořem, na západním okraji pohoří Karmel, na severním úbočí hory Har Oren. Odtud vádí směřuje k západu zalesněnou krajinou, přičemž poté prudce klesá z Karmelu do pobřežní nížiny, do které vstupuje mezi obcemi Kfar Cvi Sitrin a Megadim. Za ní se stáčí k severu a vede podél pobřežní linie. Míjí pahorek Tel Kara'a a zprava přijímá vádí Nachal Mitla. Jen pár desítek metrů poté uhýbá k západu a ústí do Středozemního moře, přičemž předtím ještě podchází těleso železniční tratě a dálnice číslo 2.
Okolí horního toku vádí je turisticky využíváno. V prosinci 2010 byla oblast při horním toku Nachal Megadim postižena lesním požárem, který zničil velkou část zdejších lesů.